# Biggest Loser
Biggest Loser är en dokusåpa som har sitt ursprung i USA men som har efter premiären introducerats i flera länder. I dokusåpan tävlar överviktiga i att tappa mest vikt och vinna pengar. Varje utgivarland har sina egna regler.

## Upplagor i urval

### Storbritannien
Den brittiska versionen hade premiär 2005 på Living TV, som även producerade en andra säsong under 2006. En tredje säsong sändes 2009 på ITV. Vinnaren för de två första säsongerna fick 25 000£ därefter minskade prissumman till 10 000£.

### Sverige
I Sverige produceras programmet av Meter Television. Den första säsongen, inspelad på Kalvi slott i Estland, var en skandinavisk samproduktion som sändes i Sverige under hösten 2005 på Kanal 5, fem år senare hade den första helsvenska produktionen, inspelad på Ekolsunds slott, premiär den 6 september 2010 i TV4.
Den 8 september 2023 meddelades att Biggest Loser pausas.

#### Säsonger
| Säsong                 | Sändningsdatum               | Vinnare                | Hemmavinnare          | Tränare                             | Kanal            | Programledare     | Tittarsiffror |
| ---------------------- | ---------------------------- | ---------------------- | --------------------- | ----------------------------------- | ---------------- | ----------------- | ------------- |
| Skandinavien, säsong 1 | i.u.                         | Rooy Rodriguez Ramirez | i.u.                  | Pauline Nordin                      | Kanal 5          | Martin Björk      | i.u.          |
| Sverige, säsong 1      | i.u.                         | Karl Fredrik Jonsson   | Rune Johansen         | Mårten Nylén, Tanja Djelevic        | TV4              | Jessica Almenäs   | i.u.          |
| Sverige, säsong 2      | i.u.                         | Ralph Nicolaisen       | Linda Rönnqvist       | Mårten Nylén, Olga Rönnberg         | TV4              | Jessica Almenäs   | i.u.          |
| Sverige, säsong 3      | i.u.                         | Simon Kachoa           | José Arcos            | Mårten Nylén, Tanja Djelevic        | Sjuan            | Kristin Kaspersen | i.u.          |
| Sverige, säsong 4      | 31 mars – 3 juni 2014        | Hristos Adoniadis      | Bartoz Komeda         | Mårten Nylén, Sabina Dufberg        | Sjuan            | Kristin Kaspersen | i.u.          |
| Sverige, säsong 5      | 27 januari − 1 april 2015    | Robert Sander          | Sebastian Blom        | Mikael Hollsten, Sabina Dufberg     | Sjuan            | Kristin Kaspersen | 351 000       |
| Sverige, säsong 6      | 11 april − 9 juni 2016       | Sandra Wikström        | Ola Karlsson Eriksson | Mikael Hollsten, Sabina Dufberg     | Sjuan            | Anna Brolin       | i.u.          |
| Sverige, säsong 7      | 10 april – ? 2017            | Michael Fridebäck      | Zandra Spångberg      | Mikael Hollsten, Sabina Dalfjäll    | Sjuan            | Anna Brolin       | i.u.          |
| Biggest Loser VIP      | 4 september – 9 oktober 2017 | Anna Book              | Inget hemmapris       | Mikael Hollsten                     | Sjuan            | Anna Brolin       | i.u.          |
| Sverige, säsong 8      | 9 april – 12 juni 2018       | Viktor Knutsson        | Pernilla Skoglund     | Mikael Hollsten, Pischa Strindstedt | Sjuan            | Anna Brolin       | i.u.          |
| Sverige, säsong 9      | 2019                         | Malin Öström           | Johan (Sune) Sundahl  | Mikael Hollsten, Pischa Strindstedt | Sjuan            | Anna Brolin       |               |
| Sverige, säsong 10     | 5 oktober – 8 december 2020  | Mona Eriksson          | Simon Wahl            | Mikael Hollsten, Pischa Strindstedt | TV4/C More/Sjuan | Anna Brolin       |               |
| Sverige, säsong 11     | 30 januari – 2023            | Filip Sehlstedt        | Anna Karin Hällman    | Pischa Strindstedt                  | TV4              | Malin Stenbeck    | i.u.          |

### USA
Den amerikanska versionen hade premiär 19 oktober 2004 och har haft ett antal programledare, bland annat Jillian Michaels (2004–05, 07–), Alison Sweeney (2007–), Bob Harper (2004–), Caroline Rhea (2004–06) och Kim Lyons (2006–07).

#### Säsonger
| Avsnitt | Deltagare | Säsong      | Biggest Loser     | At Home            | Sändningsperiod                 |
| ------- | --------- | ----------- | ----------------- | ------------------ | ------------------------------- |
| 10      | 12        | "Säsong 1"  | Ryan Benson       | Dave Fioravanti    | 19 oktober - 14 december 2004   |
| 12      | 14        | "Säsong 2"  | Matt Hoover       | Pete Thomas        | 13 september - 29 november 2005 |
| 12      | 14        | "Säsong 3"  | Erik Chopin       | Brian Starkey      | 20 september - 29 november 2006 |
| 15      | 18        | "Säsong 4"  | Bill Germanakos   | Jim Germanakos     | 11 september - 18 december 2007 |
| 16      | 20        | "Säsong 5"  | Ali Vincent       | Bernie Salazar     | 1 januari - 15 april 2008       |
| 13      | 26        | "Säsong 6"  | Michelle Aguilar  | Heba Salama        | 16 september - 16 december 2008 |
| 19      | 22        | "Säsong 7"  | Helen Phillips    | Jerry Hayes        | 6 januari - 12 maj 2009         |
| 13      | 16        | "Säsong 8"  | Danny Cahill      | Rebecca Meyer      | 15 september - 8 december 2009  |
| 19      | 22        | "Säsong 9"  | Michael Ventrella | Koli Palu          | 5 januari - 25 maj 2010         |
| 13      | 21        | "Säsong 10" | Patrick House     | Mark Pinkhasovich  | 21 september - 14 december 2010 |
| 13      | 23        | "Säsong 11" | Olivia Ward       | Denise "Deni" Hill | 4 januari - 24 maj 2011         |
| 13      | 15        | "Säsong 12" | John Rhode        | Jennifer Rumple    | 20 september - 13 december 2011 |